# Liste der Baudenkmale in Schwarme
In der Liste der Baudenkmale in Schwarme sind alle Baudenkmale der niedersächsischen Gemeinde Schwarme aufgelistet. Die Quelle der Baudenkmale ist der Denkmalatlas Niedersachsen. Der Stand der Liste ist der 14. Dezember 2021.

## Allgemein
In den Spalten befinden sich folgende Informationen:
- Lage: die Adresse des Baudenkmales und die geographischen Koordinaten. Kartenansicht, um Koordinaten zu setzen. In der Kartenansicht sind Baudenkmale ohne Koordinaten mit einem roten Marker dargestellt und können in der Karte gesetzt werden. Baudenkmale ohne Bild sind mit einem blauen Marker gekennzeichnet, Baudenkmale mit Bild mit einem grünen Marker.
- Bezeichnung: Bezeichnung des Baudenkmales
- Beschreibung: die Beschreibung des Baudenkmales. Unter § 3 Abs. 2 NDSchG werden Einzeldenkmale und unter § 3 Abs. 3 NDSchG Gruppen baulicher Anlagen und deren Bestandteile ausgewiesen.
- ID: die Objekt-ID des Baudenkmales
- Bild: ein Bild des Baudenkmales, ggf. zusätzlich mit einem Link zu weiteren Fotos des Baudenkmals im Medienarchiv Wikimedia Commons. Wenn man auf das Kamerasymbol klickt, können Fotos zu Baudenkmalen aus dieser Liste hochgeladen werden:

## Schwarme

### Gruppe: Kanalbauwerke Schwarmer Bruch
Die Gruppe „Kanalbauwerke Schwarmer Bruch“ umfasst die Melioration des Schwarmer Bruchs zwischen Bruchhausen-Vilsen und Thedinghausen. Die Gruppe hat die ID 38119848.

| Lage                                        | Bezeichnung | Beschreibung                                                    | ID       | Bild |
| ------------------------------------------- | ----------- | --------------------------------------------------------------- | -------- | ---- |
| Schwarmer Bruch 52° 53′ 42″ N, 8° 59′ 58″ O | Kanalanlage | Der Entwässerungsgraben wurde zwischen 1882 und 1889 errichtet. | 38121341 | BW   |

### Gruppe: Hofanlage An der Heide 8
Die Gruppe „Hofanlage An der Heide 8“ hat die ID 34628166.

| Lage                                     | Bezeichnung              | Beschreibung                                                                                                 | ID       | Bild |
| ---------------------------------------- | ------------------------ | --- | -------- | ---- |
| An der Heide 8 52° 54′ 55″ N, 9° 2′ 2″ O | Wohn-/Wirtschaftsgebäude | 1703 wurde das Zweiständer-Hallenhaus unter einem reetgedeckten Krüppelwalmdach errichtet.                   | 34441484 | BW   |
| An der Heide 8 52° 54′ 55″ N, 9° 2′ 3″ O | Stall/Scheune            | Die eingeschossige Fachwerkscheune mit Stallungen wurde unter einem reetgedeckten Krüppelwalmdach errichtet. | 34441508 | BW   |

### Gruppe: Hofanlage Borsteler Straße 18
Die Gruppe „Hofanlage Borsteler Straße 18“ umfasst die große Hofstelle aus dem frühen 18. Jahrhundert. Die Gruppe hat die ID 34629335.

| Lage                                           | Bezeichnung              | Beschreibung                                                                                           | ID       | Bild |
| ---------------------------------------------- | ------------------------ | --- | -------- | ---- |
| Borsteler Straße 18 52° 53′ 57″ N, 9° 0′ 36″ O | Wohn-/Wirtschaftsgebäude | Das Zweiständer-Hallenhaus wurde zu Beginn des 18. Jahrhunderts unter einem Krüppelwalmdach errichtet. | 34441606 | BW   |
| Borsteler Straße 18 52° 53′ 56″ N, 9° 0′ 35″ O | Stall                    | Der Fachwerkstall für Schafe und mit Längsdurchfahrt wurde 1741 unter einem Krüppelwalmdach errichtet. | 34441578 | BW   |
| Borsteler Straße 18 52° 53′ 21″ N, 9° 0′ 38″ O | Scheune                  | Die Fachwerkscheune mit Querdurchfahrt wurde 1777 unter einem Walmdach errichtet.                      | 34441551 | BW   |
| Borsteler Straße 18 52° 53′ 21″ N, 9° 0′ 38″ O | Brunnen                  | Der aus Sandsteinsegmenten gebildete Brunnen wurde im 18. Jahrhundert erbaut.                          | 34441780 | BW   |

### Einzelbaudenkmale
| Lage                                           | Bezeichnung              | Beschreibung | ID       | Bild           |
| ---------------------------------------------- | ------------------------ | --- | -------- | -------------- |
| Kirchstraße 52° 54′ 11″ N, 9° 1′ 16″ O         | Kirche                   | Die evangelische Kirche Zum Guten Hirten Schwarme ist eine spätbarocke Saalkirche und hat ein Mansarddach und einen Westturm. Erbaut wurde die Kirche von 1778 bis 1784 nach Plänen von G. H. Brückmann. Das Gebäude wurde aus Backstein erbaut und mit Sandstein gegliedert. Die oberen Geschosse des Turmes wurden 1879 hinzugefügt. Im Inneren befindet sich eine Hufeisenempore. Der Kanzelaltar stammt aus dem Jahr 1788 und wurde im Stil des Tischlermeisters Lauber errichtet. Auf dem Friedhof befinden sich Grabstelen aus dem 18. Jahrhundert. | 34441671 | Weitere Bilder |
| Eichenstraße 8 52° 53′ 59″ N, 9° 1′ 17″ O      | Scheune                  | Die Fachwerkscheune mit einer Längseinfahrt wurde unter einem Krüppelwalmdach errichtet. | 34441629 | BW             |
| Hoyaer Straße 2 52° 53′ 50″ N, 9° 1′ 7″ O      | Wohn-/Wirtschaftsgebäude | Das Zweiständer-Hallenhaus (genannt Robberts Huus) wurde ursprünglich 1695 als Scheune errichtet und 1849 umgebaut. Der Wohngiebel wurde im 20. Jahrhundert massiv ersetzt. Heute Kulturzentrum. | 34441923 | BW             |
| Dobbendamm 1 52° 53′ 37″ N, 9° 0′ 36″ O        | Wohn-/Wirtschaftsgebäude | Das Schleusenwärterhaus Nr. 286 wurde 1906 bis 1907 als massives Gebäude errichtet. | 37967217 | BW             |
| Borsteler Straße 11 52° 53′ 31″ N, 9° 0′ 42″ O | Speicher                 | Das zweigeschossige Gebäude steht unter einem Satteldach. | 34441692 | BW             |
| Sprakener Straße 10 52° 52′ 47″ N, 9° 0′ 29″ O | Wohn-/Wirtschaftsgebäude | Das Backsteingebäude wurde 1880 unter einem Satteldach errichtet. | 34441712 | BW             |
| Sprakener Straße 10 52° 52′ 47″ N, 9° 0′ 29″ O | Stall                    | Der als Gefügebau als Schafstall wurde unter einem Satteldach errichtet. | 34441735 | BW             |
| Am Aalfleet 2 52° 52′ 38″ N, 9° 0′ 33″ O       | Wohn-/Wirtschaftsgebäude | 1865 wurde das Zweiständer-Hallenhaus aus Backstein unter einem Satteldach und mit zweigeschossigem Wohnteil unter einem Walmdach errichtet. | 34441461 | BW             |

## Spraken

### Gruppe: Mühlenanwesen Am Aalfleet 3
Die Gruppe „Mühlenanwesen Am Aalfleet 3“ hat die ID 34628150.

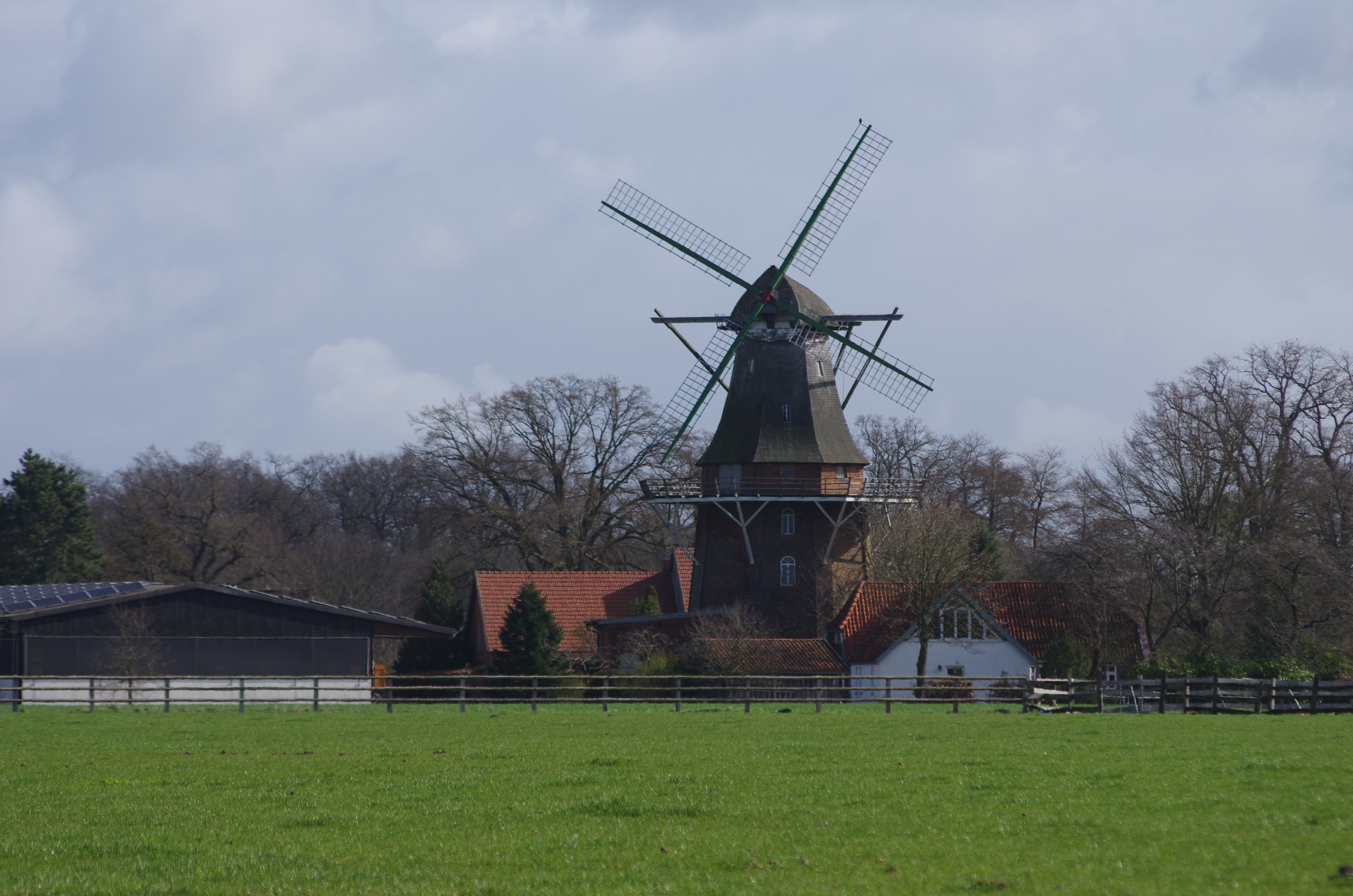
Das Windmühlenanwesen in Spraken

| Lage                                     | Bezeichnung | Beschreibung | ID       | Bild |
| ---------------------------------------- | ----------- | --- | -------- | ---- |
| Am Aalfleet 3 52° 52′ 42″ N, 9° 0′ 32″ O | Wohnhaus    | Das eingeschossige Fachwerkgebäude wurde für den Müller 1858 unter einem Krüppelwalmdach errichtet. Ein späterer Stallanbau erfolgte auf der Südseite des Gebäudes. | 34441434 | BW   |
| Am Aalfleet 3 52° 52′ 43″ N, 9° 0′ 33″ O | Mühle       | 1856 wurde die Galerie-Holländer-Windmühle errichtet. Galerie und Flügel wurden ersetzt.                                                                            | 34441409 |      |

### Einzelbaudenkmale
| Lage                                         | Bezeichnung | Beschreibung                                                                            | ID       | Bild |
| -------------------------------------------- | ----------- | --------------------------------------------------------------------------------------- | -------- | ---- |
| Kiebitzheideweg 6 52° 52′ 53″ N, 9° 0′ 58″ O | Stall       | Der Fachwerkstall für wurde 1700 unter einem Satteldach errichtet.                      | 34441873 | BW   |
| Kiebitzheideweg 6 52° 52′ 53″ N, 9° 0′ 59″ O | Backhaus    | 1854 wurde das eingeschossige Fachwerkgebäude unter einem Satteldach errichtet.         | 34441825 | BW   |
| Kiebitzheideweg 6 52° 52′ 54″ N, 9° 0′ 58″ O | Bienenzaun  | 1850 wurde der Bienenzaun mit Regalen unter Pultdächern errichtet.                      | 34441848 | BW   |
| Kiebitzheideweg 6 52° 52′ 52″ N, 9° 0′ 57″ O | Speicher    | Der anderthalbgeschossige Fachwerkspeicher wurde 1825 unter einem Satteldach errichtet. | 34441802 | BW   |